# Państwa magnackie

Posiadłości ziemskie polskich rodów magnackich w XVI-XVII wieku

Państwa magnackie – największe i najlepiej zorganizowane posiadłości szlacheckie w ramach Rzeczypospolitej. Najbardziej wyróżniającymi się państwami magnackimi były dobra posiadające status księstwa, ordynacje oraz posiadłości stanowiące główną siedzibę szczególnie wpływowych rodów.
Ważniejsze państwa magnackie i rody nimi władające:
- Księstwo Kopylsko-Słuckie (Olelkowicze-Słuccy, Radziwiłłowie, Wittelsbachowie)
- Księstwo i Ordynacja Ostrogska (Ostrogscy, Zasławscy, Lubomirscy, Sanguszkowie, Jabłonowscy, Małachowscy)
- Księstwo Zasławskie (Zasławscy, Lubomirscy, Sanguszkowie)
- Księstwo Zbaraskie (Zbarascy, Wiśniowieccy, Potoccy)
- Księstwo Wiśniowieckie (Wiśniowieccy, Mniszchowie)
- Księstwo Koreckie (Koreccy, Czartoryscy)
- Księstwo Czartoryskie (Czartoryscy, Pacowie, Leszczyńscy, Radziwiłłowie)
- Księstwo Czetwertyńskie (Czetwertyńscy)
- Księstwo Koszyrskie (Sanguszkowie, Krasiccy)
- Księstwo Koszyrskie na Niesuchojeżach (Sanguszkowie, Sapiehowie)
- Księstwo i Ordynacja Nieświeska (Radziwiłłowie)
- Księstwo i Ordynacja Ołycka (Radziwiłłowie)
- Księstwo Birżańskie (Radziwiłłowie)
- Księstwo Dubienińskie (Radziwiłłowie)
- „Hrabstwo” Iwienieckie (Sołłohubowie)
- „Księstwo” i Ordynacja Klecka (Radziwiłłowie)
- Hrabstwo Szkłowskie (Chodkiewiczowie, Sieniawscy, Czartoryscy)
- Ordynacja Zamojska (Zamoyscy)
- Ordynacja Pińczowska (Myszkowscy, Wielopolscy)
- „Hrabstwo” Leszczyńskie i Ordynacja Rydzyńska (Leszczyńscy, Sułkowscy)
- „Księstwo” Łubniowskie (Wiśniowieccy)
- Państwo Żywieckie (Komorowscy, Wielopolscy)
- Państwo Żółkiewskie (Żółkiewscy, Sobiescy, Radziwiłłowie)